# Béré (Burkina Faso)
Béré ist sowohl eine Gemeinde (französisch commune rurale) als auch ein dasselbe Gebiet umfassendes Departement im westafrikanischen Staat Burkina Faso, in der Region Centre-Sud und der Provinz Zoundwéogo. Die Gemeinde hat in 19 Dörfern 28.627 Einwohner.